# Tula (Rússia)

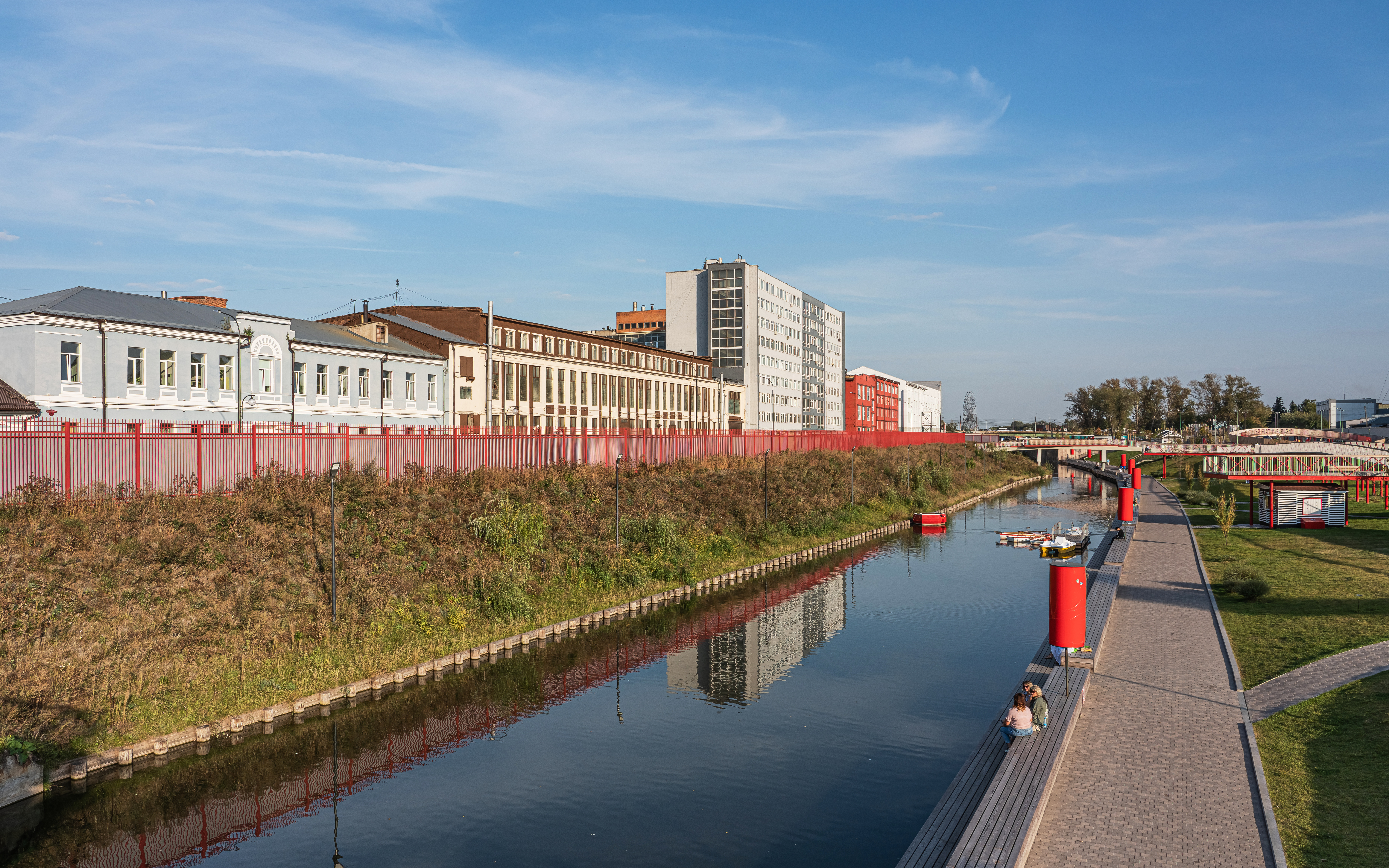

Tula (em russo: Тула, transl. Tula) é uma cidade da Rússia, capital da província homônima. Localiza-se a sul de Moscovo, no centro da Rússia Europeia. Tem cerca de 549 mil habitantes. Cidade muito antiga, tornou-se no centro da indústria metalúrgica russa a partir de 1712, após a descoberta de jazidas de ferro e carvão na zona.
Em Tula localiza-se a Yasnaya Polyana, uma grande propriedade onde nasceu, viveu e foi enterrado Leon Tolstoi (1828-1910).

## Esporte
A cidade de Tula é a sede do Estádio Arsenal e do FC Arsenal Tula, que participa do Campeonato Russo de Futebol. 

## Cidades-irmãs
- Banská Bystrica, Eslováquia
- Kutaisi, Geórgia
- Mahilou, Bielorrússia
- Albany, Estados Unidos
- Villingen-Schwenningen, Alemanha